# Loulad
Loulad (en àrab لولاد, Lūlād; en amazic ⵍⵡⵍⴰⴷ) és un municipi de la província de Settat, a la regió de Casablanca-Settat, al Marroc. Segons el cens de 2014 tenia una població total de 6.057 persones.